# Slag op de Lek
De Slag op de Lek vond plaats op de rivier de Lek op 4 juni 1489 tijdens de Jonker Fransenoorlog een van de laatste fases van de Hoekse en Kabeljauwse twisten.

## Achtergrond
Op 18 november 1488 hadden Hoekse ballingen, die eind 15e eeuw in de minderheid waren, onder leiding van Frans van Brederode Rotterdam ingenomen en daarmee een nieuwe burgeroorlog ontketend die later naar hun leider vernoemd werd. Ze wilden een eigen graafschap stichten of min of meer heroveren op de Kabeljauwen en keizer Maximiliaan van Oostenrijk.
De Hoeken ondernamen vanuit Rotterdam herhaaldelijk pogingen om steden, dorpen en gebieden aan hun kant te krijgen, maar zij ondervonden steeds meer tegenstand en aan het eind van het voorjaar van 1489 lukte het maar moeilijk aan proviand te geraken. Begin juni riep Frans van Brederode de burgers van Rotterdam bijeen en zei dat het niet zo langer kon en dat de burgers ook hun steentje bij moesten gaan dragen om aan levensmiddelen te komen. Er werden 1400 krijgslieden verzameld onder leiding van Jan van Naaldwijk en Frederik van Zevender en met circa 40 kleine schepen als kromstevens en roeijachten werd op 3 juni (pinksterdag) een scheepstocht ingezet. De groep Hoeken wist op kundige wijze het al opgezette beleg en de blokkade van Rotterdam te omzeilen en via de Maas naar de Lek te varen.

## Slag
Om 7 uur 's avonds kwam deze Hoekse groepering op strooptocht ter hoogte van Streefkerk en Lekkerkerk aangevaren. Tegenstanders hadden echter de tamelijk grote groep vertrekkende boten de Maas op zien varen en dit nieuws naar de steden van Schiedam en Dordrecht overgebracht. Er werd vlug een Hollandse scheepsmacht (Kabeljauwen) geformeerd afkomstig uit Dordrecht, Gouda, Schoonhoven en Schiedam, bestaande vooral uit stadspoorters, krijgslieden en schutters onder leiding van overste Cornelis van Bleyenburg. Rond 2 uur in de ochtend voerde dit contingent de Lek op en bij het opkomen van de zon op 4 juni zagen de Hoeken zes grote oorlogsschepen (mogelijk koggen) en een onbekend aantal kleine schepen hun kant opkomen. Een van de oorlogsschepen doorboorde meteen een roeijacht met circa 50 mannen aan boord die in de ontstane chaos verdronken.
Het gevecht op de rivier duurde circa twee uur tot de stroming van de rivier hen richting Schoonhoven voerde, waar de burgers de beide partijen zagen vechten en zich nog het voorval herinnerden van het voorgaande jaar toen de Hoeken stormenderhand Schoonhoven wilden innemen. Al brullend gingen de Schoonhoofse burgers tot de aanval over en vielen de Hoeken in de rug aan. De Hoeken toch al in de minderheid en nu ingesloten dolven nu zeker het onderspit. Heer en hoofdman van de Hoeken Jan van Naaldwijk had zich tot dan toe staande gehouden, maar zag geen uitweg meer en vluchtte het land op. Hij wist nog Montfoort te bereiken, maar daarna werd hij evenals 400 manschappen gevangengenomen en naar Dordrecht gebracht. Ongeveer zeventien schepen van de Hoeken werden veroverd of lek geslagen met daarbij circa 250 tot 300 doden onder de Hoeken.

## Nasleep
- Op wonderbaarlijke wijze wisten circa 400 krijgslieden onder wie de heren Frederik van Zevender en Jan van Teterode, met nog een twintigtal schepen over, weer binnen Rotterdam terug te keren. Jonker Frans en de rest van de burgerbevolking waren bedroefd over de afloop van de nederlaag.[7]
- Als herdenking liet Cornelis van Bleyenburg het voorval optekenen en graveren in de toren van de zuidzijde van de Grote Kerk, met de woorden † ERA CHRISTI 1489 JUNY 4. VICIT DORT IN LECCA ALELVIA.